# Bűnös vágyak
Bűnös vágyak (Abismo de pasión – A szenvedély mélysége) egy 2012-ben forgatott mexikói filmsorozat Angelique Boyer, David Zepeda, Sabine Moussier, Mark Tacher, Livia Brito, Altaír Jarabo és Blanca Guerra főszereplésével. A sorozat az 1996-ban készült Cañaveral de pasiones című telenovella remakeje. Magyarországon 2012. október-én tűzte műsorra a Sorozat+.

## Történet
|  | Alább a cselekmény részletei következnek! |

A festői La Ermitában a Yucatán-félszigeten él Augusto Castanon a családjával: Estefaniaval, a feleségével; Elisaval, a kislányukkal; valamint Carminaval, a sógornőjével. Házassága tökéletesnek mondható. Ugyanez már nem mondható el az Rosendo Arango családjáról, ahol puskaporos a hangulat, felesége Alfonsina beteges féltékenysége miatt. Az ő gyermekük Damián. A faluban sokan irigylik Estefania szépségét és tökéletes házasságát, de leginkább Carmina, aki már évek óta szerelmes a sógorába, valamint Alfonsina, aki szentül hiszi, hogy férje Estefaniaval csalja. Még csak nem is sejti, hogy Rosendo valódi ágyasa nem más, mint a ledér Carmina. Carmina arra kéri Rosendot, hogy szökjenek el messzire. Estefania mikor rájön az egészre meg akarja akadáyozni, de egy közúti baleset gyökeresen megváltoztat mindent. Carmina eléri, hogy mindenki azt higgye, Estefania volt, aki feldúlta Alfonsina házasságát. Alfonsina rögvest gondoskodik róla, hogy Damián minél távolabb kerüljön Elisától, s egy olasz internátusba küldi hosszú évekre. Elisa Carminanak köszönhetően megvetések kereszttüzébe kerül az „anyja bűne” miatt, valamint felébreszti a kételyt Augustoban, hogy Elisa nem is az ő lánya. Carmina a helyzetet meglovagolván azt is eléri, hogy ő legyen a Castanon-ház új asszonya. Elisa együtt nő fel legjobb barátnőjével, Palomával és a másik kis barátjával Gaellel. Elisa hosszú évek után is vár Damián hazaérkezésére, és nem viszonozza Gael érzéseit, aki mély szerelmet táplál iránta. Gaelbe viszont Paloma szerelmes reménytelenül, amit a fiú észre sem vesz. Damián hazatértével azonban megindul a harc Elisa szívéért Gaellel versengve, miközben nem is sejtik, hogy több minden köti össze a két fiút egy gyerekkori barátságnál. Alfonsina és Augusto heves tiltakozása miatt Damian és Elisa szerelme tiltottnak bizonyul, s emellett újabb akadályok is gördülnek eléjük Paolo és Florencia Landucci személyében. Vajon elég erős lesz Elisa és Damián szerelme, hogy legyőzzék családtagjaikat és más rosszakaróikat?
|  | Itt a vége a cselekmény részletezésének! |

## Szereposztás
| Színész(nő)        | Szerepnév                                    | Magyar hang           |
| ------------------ | -------------------------------------------- | --------------------- |
| Angelique Boyer    | Elisa Castañón Bouvier                       | Zakariás Éva          |
| David Zepeda       | Damian Arango Mondragón                      | Varga Rókus           |
| Sabine Moussier    | Carmina Bouvier                              | Kiss Virág            |
| Alejandro Camacho  | Augusto Castañón                             | Koncz István          |
| Blanca Guerra      | Alfonsina Mondragón de Arango                | Szórádi Erika         |
| Mark Tacher        | Gael Arango Navarro                          | Magyar Bálint         |
| Livia Brito        | Paloma Mendoza González de Arango            | Roatis Andrea         |
| Altaír Jarabo      | Florencia Landucci Cantú de Tovar            | Major Melinda         |
| Salvador Zerboni   | Gabino Mendoza                               | Gubányi György István |
| Alexis Ayala       | Dr. Edmundo Tovar                            | Kapácsy Miklós        |
| Eric del Castillo  | Don Lucio Elizondo                           | Barbinek Péter        |
| René Casados       | Guadalupe "Lupe" Mondragón atya              | Orosz István          |
| Eugenia Cauduro    | Dolores "Lolita" Martínez de Chinrios        | Martin Adél           |
| Francisco Gattorno | Braulio Chinrios                             | Sótonyi Gábor         |
| Raquel Olmedo      | Ramona González                              | Bessenyei Emma        |
| Nailea Norvind     | Begoña de Tovar                              | Huszárik Kata         |
| Armando Araiza     | Horacio Ramírez                              | Bor László            |
| Isaura Espinoza    | Maru                                         | Papp Györgyi          |
| Dacia González     | Blanca "Nina"/"Blanquita" Muriel de Elizondo | Szabó Éva             |
| Sergio Mayer       | Paolo Landucci                               | Galbenisz Tomasz      |
| Isabella Camil     | Ingrid Navarro                               | Sági Tímea            |
| Vanessa Arias      | Antonia "Toña" Mendoza de Chinrios           | Pap Kati              |
| Alberto Agnesi     | Enrique Tovar                                | Seszták Szabolcs      |
| Lourdes Munguía    | Carolina "Carito" Meraz                      | Törtei Tünde          |
| Ricardo Dalmacci   | Guido Landucci                               | Rosta Sándor          |
| Esmeralda Pimentel | Kenia Jaso Navarro                           | Fésűs Bea             |
| Jade Fraser        | Sabrina Tovar                                | Sallai Nóra           |
| Adriano Zendejas   | Vicente Mendoza                              | Czető Roland          |
| Ludwika Paleta     | Estefanía Bouvier de Castañón                | Farkasinszky Edit     |
| César Évora        | Rosendo Arango                               | Haás Vander Péter     |
| Briggitte Bozzo    | Gyerek Elisa                                 | Hermann Lilla         |
| Robin Vega         | Gyerek Damián                                | Bogdán Gergő          |
| Diego Velázquez    | Gyerek Gael                                  | Császár András        |
| Mariliz León       | Gyerek Paloma                                | Pekár Adrienn         |
| Gustavo Rojo       | Püspök                                       | Kajtár Róbert         |
| Maricarmen Vela    | Eduviges Beltrán                             | Kassai Ilona          |
| Andrea Molinari    | Marcela Cantu de Landucci                    |                       |
| África Zavala      | Remedios González                            |                       |

## Érdekességek
- Angelique Boyer, Francisco Gattorno, Isabella Camil és Eric del Castillo később ismét együtt játszottak a Szerelem zálogba című telenovellában.
- Angelique Boyer, David Zepeda , Blanca Guerra és Eric del Castillo később ismét együtt játszottak az Ana három arca című telenovellában.
- Sabine Moussier,Francisco Gattorno,Altaír Jarabo és Adriano Zendejas korábban már játszottak együtt Az én bűnöm című telenovellában.
- Angelique Boyer és Isabella Camil korábban már játszottak együtt a Teresa című telenovellában.
- Sabine Moussier és César Evora korábban már játszottak együtt a Titkok és szerelmek című telenovellában.